# Rüschenbeck (Juwelier)

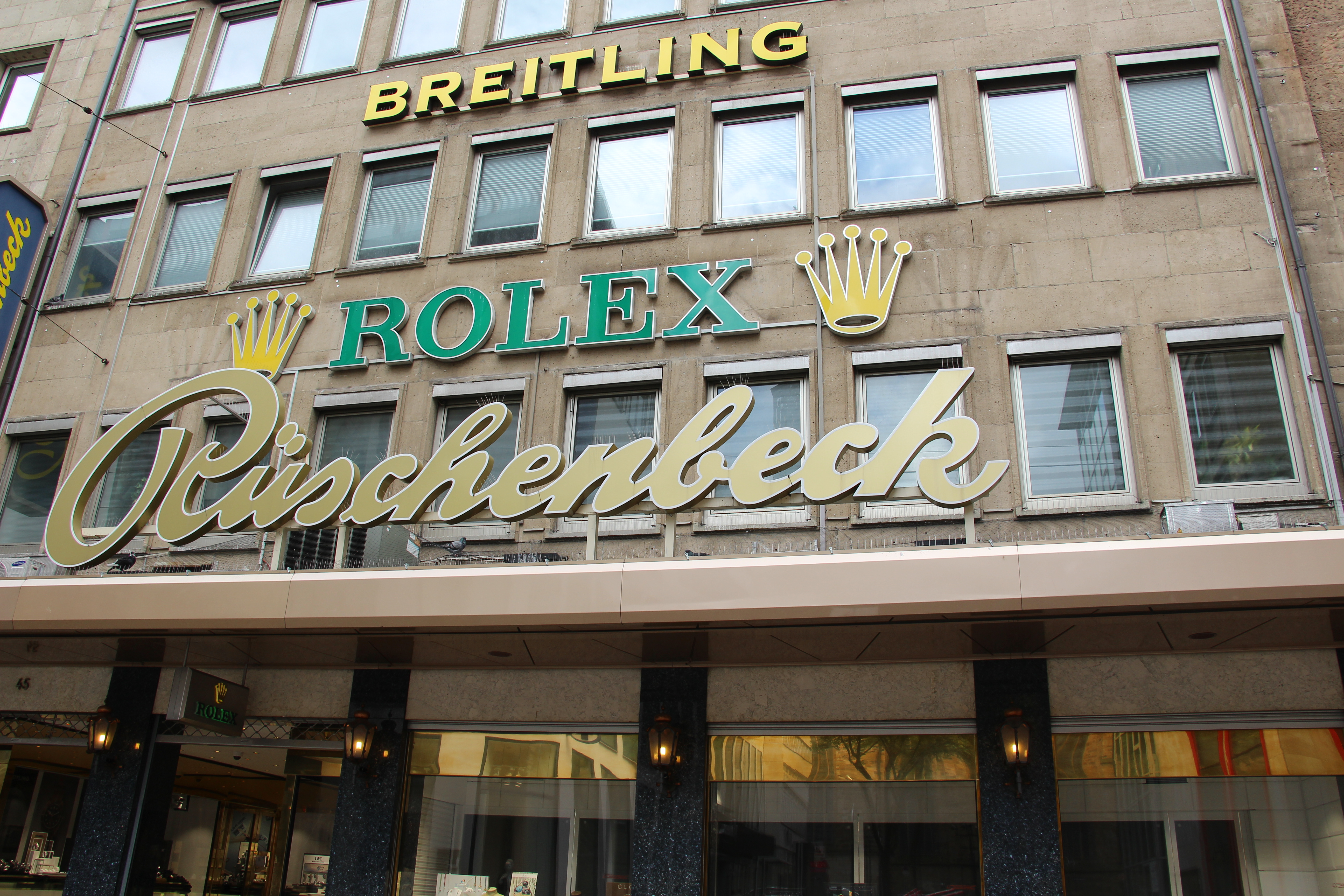
Stammhaus in Dortmund am Westenhellweg

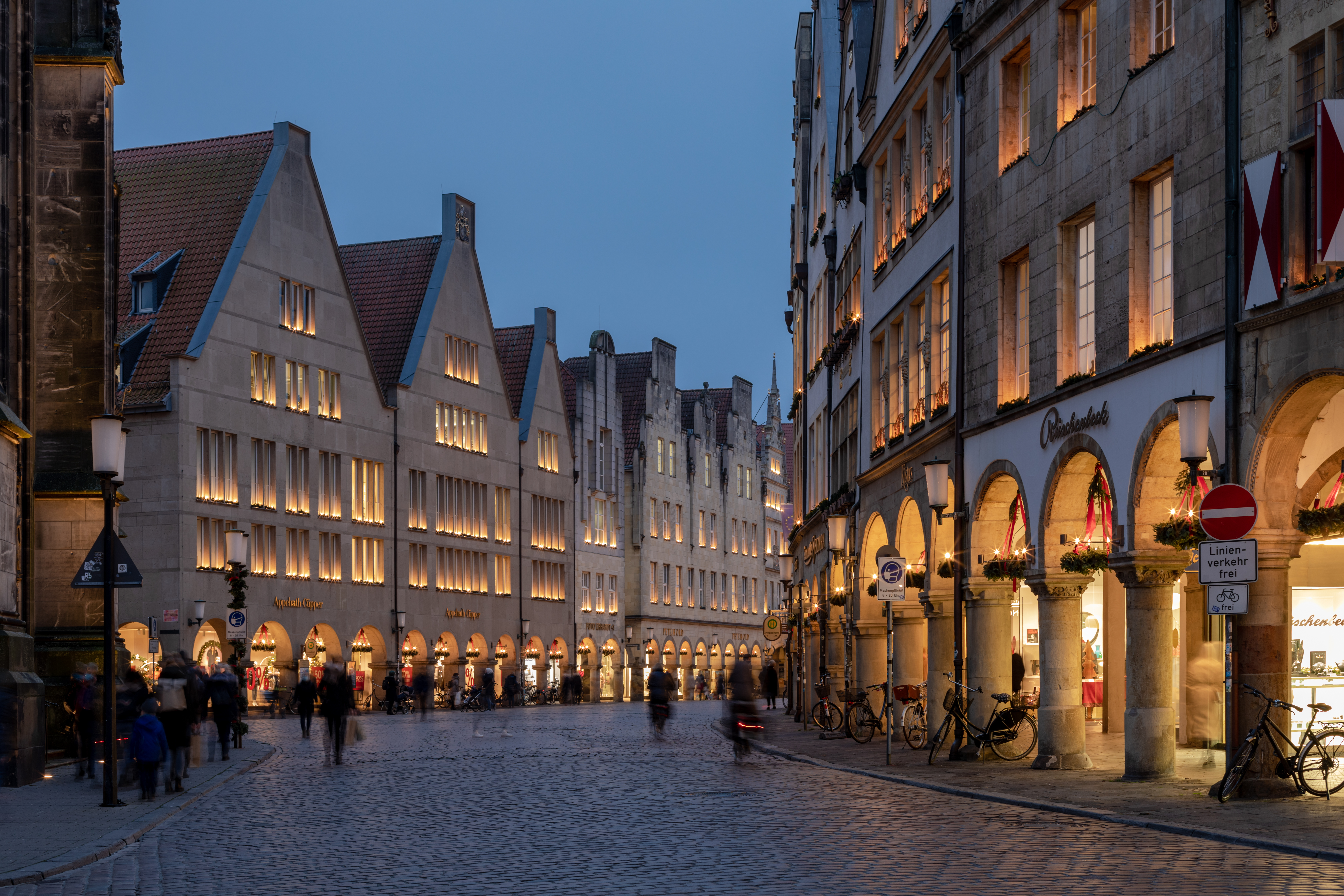
Filiale in Münster am Prinzipalmarkt zur Weihnachtszeit

Die Juwelier Rüschenbeck KG ist ein deutsches Juwelier-Unternehmen mit Sitz in Dortmund. Der Familienbetrieb wird in vierter Generation geführt und betreibt 19 Standorte (Filialen und Markenboutiquen) in Deutschland und Österreich.

## Geschichte
Die Firma Rüschenbeck wurde 1904 durch Wilhelm Rüschenbeck unter dem Namen „Zur Goldecke“ in Dortmund gegründet. Sein Sohn Wilhelm Rüschenbeck übernahm die Firma 1929 und kaufte ein Fachwerkhaus am Dortmunder Westenhellweg. An gleicher Stelle steht heute das Stammhaus von Juwelier Rüschenbeck.
In Duisburg wurde 1964 die erste Filiale eröffnet.
Die Filiale in Münster wurde 1973 eröffnet. Das Gebäude am Prinzipalmarkt, in dem sich das Geschäft befindet, wurde 1975 erworben. Anfang der 2020er wurde die Filiale grundlegend umgebaut und erweitert. Diese erstreckt sich nun über 2 Etagen.
Als 1995 Wilhelm Rüschenbeck starb, führten sein Bruder Gerhard und dessen Sohn, der ebenfalls Wilhelm heißt, das Unternehmen fort.
Im Frankfurter Ortsteil Flughafen wurde im Oktober 2011 eine Filiale im The Squaire eröffnet. Das Squaire ist das größte Bürogebäude in Deutschland und verfügt über eine eigene Postleitzahl.
Ende 2013 wurde in Düsseldorf eine Filiale im Kö-Bogen eröffnet. Das Ladenlokal geht über 2 Etagen und ist mit einer Größe von über 650 m² eines der größten Juweliergeschäfte in Deutschland.
Im Oktober 2020 wurde eine Breitling-Boutique am Wallrafplatz in Köln eröffnet. Auf 150 m² werden nur Produkte dieses Herstellers präsentiert.
Eine Mono-Brand-Boutique für die Marke Tudor wurde im Dezember 2021 in Hamburg eröffnet.
Mit Unterstützung durch den japanischen Uhrenhersteller Casio wurde Mitte 2022 ein Mono-Brand-Store für die Marke G-Shock in Hamburg eröffnet.
Im April 2023 wurde in Frankfurt eine Mono-Brand-Boutique für die Marke Tudor eröffnet.
Im Düsseldorfer Kö-Bogen wurde Ende Juni 2023 eine Mono-Brand-Boutique für Patek Philippe eröffnet.
Im Juli 2023 wurde in München ein Mono-Brand-Store für die Marke Zenith eröffnet.
Eine Breitling Boutique wurde im August 2023 in Nürnberg eröffnet.
In der Leipziger Innenstadt wurde im Juni 2025 eine Filiale mit 800 m² Verkaufsfläche auf 2 Etagen eröffnet.
Im Juli 2025 wurde in Port Adriano auf Mallorca eine weitere Filiale eröffnet.
Insgesamt ist Rüschenbeck im Jahr 2023 an 21 Standorten in Deutschland und einem in Österreich vertreten.

## Zusammenarbeit mit Audemars Piguet
Ende November 2018 wurde in der Goethestraße in Frankfurt die erste AP-Boutique in Deutschland eröffnet. Betrieben wird die Boutique von einem Joint Venture von Audemars Piguet Deutschland und Rüschenbeck.

## Standorte
(Stand: August 2023)

### Filialen
- Dortmund – Westenhellweg 45 (Stammhaus)
- Duisburg – Königstr. 44
- Düsseldorf – Königsallee 2 (auch Patek Philippe Boutique)
- Frankfurt – Börsenstr. 2–4 (auch Breitling Frankfurt Börse) (auch Rüschenbeck Vintage Frankfurt)
- Frankfurt Airport – The Squaire
- Hamburg – Neuer Wall 55 (auch Rüschenbeck Vintage Hamburg)
- Köln – Schildergasse 105
- Leipzig – Grimmaische Str. 1–7
- München – Theatinerstr. 36
- Münster – Prinzipalmarkt 47
- Oberhausen – CentrO
- Kitzbühel – Hinterstadt 9
- Port Adriano – Mallorca

### Markenboutiquen
- Rolex – Köln – Domkloster 1
- Tudor – Frankfurt – Steinweg 10
- Tudor – Hamburg – Poststr. 3–7 (auch G-Shock Hamburg)
- Breitling Frankfurt Zeil – Zeil 77
- Breitling Hamburg – Neuer Wall 10
- Breitling Köln – Wallrafplatz 3
- Breitling Nürnberg – Königstr. 18–20
- Oris Dortmund – Kampstr. 30 (bis Mitte Juli 2024)
- Rüschenbeck Vintage München – Maffeistr. 4
- Zenith München – Theatiner Str. 7
- Gerwi Dortmund – Lühringhof 6 (bis Mitte Juli 2024)

## Glockenspielhaus
In der Innenstadt von Dortmund befindet sich an der Ecke Lühringhof 6 / Kampstraße 30 das sogenannte Glockenspielhaus. Das Gebäude befindet sich auf der Rückseite des Stammhauses Rüschenbeck am Westenhellweg. Es wurde von dem Architekten Josef Niggenaber entworfen und im Jahre 1956 fertiggestellt und bezogen. Im Erdgeschoss befanden sich bis Juli 2024 das Juweliergeschäft Gerwi und die Oris Boutique. Gerwi war ein Ableger des Familienbetriebs Rüschenbeck, dessen Name sich nach Angaben der Familie aus den Vornamen Gerhard und Wilhelm Rüschenbeck ableitete. In den 4 Geschossen darüber befinden sich feinmechanische Werkstätten. An der Ecke des Hauses wird ein 1956 von der Firma Eduard Korfhage und Söhne erbautes, aus 16 Glocken bestehendes Glockenspiel betrieben, dass dreimal am Tag (12/17/18 Uhr, samstags und in der Advents- und Weihnachtszeit auch zusätzlich 15 Uhr) spielt. Dazu wandern auf Höhe des 1. Obergeschosses auf dem Vordach fünf Figuren im Kreis. Dargestellt wird ein besonderes stadtgeschichtliches Ereignis, als der Deutsche Kaiser Karl der IV. mit seiner Gattin und Gefolge 1322 Dortmund besuchte. Das Haus und das Glockenspiel wurden im Laufe der Zeit mehrfach umgebaut. Beibehalten wurden jedoch stets die traditionellen Melodien, die seit der Errichtung des Glockenspieles unverändert erklingen.

## Wettbewerber
- Bucherer AG
- Gerhard D. Wempe